# Maribel Mora
María Isabel Mora Grande (Huelva, 1971), conocida como Maribel Mora, es una política española, licenciada en derecho y activista en defensa de los derechos humanos. El 7 de julio de 2015 se convirtió en la primera representante de Podemos en las Cortes Generales tras prometer el cargo como senadora designada por el Parlamento de Andalucía. Actualmente es diputada de Adelante Andalucía en el Parlamento andaluz.

## Biografía
Nacida en Huelva y desde los años 90 vecina de Sevilla, y activista en defensa de los Derechos Humanos vinculada a la Asociación Pro Derechos Humanos de Andalucía, organización de la que fue coordinadora del área de cárceles en dos ocasiones y coordinadora general durante 6 años. Estudió derecho en la Universidad de Sevilla donde se licenció en 1994. Cursó los cursos de doctorado en derecho penal y procesal obteniendo la suficiencia investigadora. Es experta en sistemas y ejecución de penas y Abogada desde 1995. 
Ha trabajado con el colectivo de presos, en defensa de los derechos de los migrantes, personas sin hogar, mujeres en entorno de prostitución y otros colectivos en riesgo de exclusión social.

## Carrera política

### Senadora por designación autonómica
Los más de 590.000 votos recibidos por Podemos en las elecciones autonómicas de Andalucía en marzo de 2015 permitieron a la formación elegir a uno de los nueve senadores para acudir al Senado por designación autonómica. Según la Ley de Igualdad y del Estatuto de Andalucía el grupo de senadores andaluces seleccionados por designación autonómica debe ser paritario, es decir, el género del senador de Podemos dependía de los políticos elegidos por PP y PSOE para ocupar sus sillas. 
Finalmente los candidatos elegidos por el Partido Socialista andaluz a senadores fueron María del Mar Moreno, Elena Víboras, Francisco Menacho, José Caballos y Juan Cornejo y por el Partido Popular andaluz, Juan Manuel Moreno Bonilla, Javier Arenas, Rosario Soto. Para cumplir la paridad la candidata de Podemos debía ser una mujer.
Mora salió ganadora de unas primarias abiertas con 37 candidatos con 1135 votos. En segundo lugar quedó el profesor de Derecho Civil de la Universidad de Córdoba Antonio Manuel Rodríguez, con 943 votos. 
La nueva senadora andaluza entró a formar parte del Grupo Mixto, ocupando en el Pleno el asiento que del exsenador andaluz de IU José Manuel Mariscal. Asumió la portavocía del Grupo Mixto en la Comisión de Entidades Locales.
Durante su trabajo en el Senado llega a ser la portavoz adjunta del grupo parlamentario Unidas Podemos-En Comú Podem-En Marea cuando éste se conforma, siendo también la portavoz de la Comisión de Interior y la Comisión Mixta Congreso-Senado de relaciones con el Defensor del Pueblo. Destacó por su actividad en defensa de los derechos civiles y los derechos humanos de las minorías, llegando a realizar más de 1.400 iniciativas parlamentarias. La asociación de la prensa parlamentaria la elige candidata a senadora del año en sus premios anuales en dos ocasiones, aunque finalmente no consigue el galardón. 

### Diputada en el Parlamento de Andalucía
Cesa en el Senado el 6 de febrero de 2019 al adquirir la condición de diputada del Parlamento de Andalucía tras las elecciones autonómicas de noviembre de 2018, entrando a formar parte del grupo parlamentario Adelante Andalucía (coalición electoral formada por los partidos Unidas Podemos, Primavera Andaluza e Izquierda Andalucista). Durante su mandato parlamentario es nombrada el 5 de febrero de 2019 representante de su grupo parlamentario en la Mesa de la cámara. Cargo del que es destituida el 18 de noviembre de 2020 por negarse a seguir las directrices de Unidas Podemos y la Portavoz del grupo parlamentario que expulsaron a 9 de sus compañeros de bancada, incluyendo a la líder de su partido Podemos en Andalucía, Teresa Rodríguez, quien hasta ese momento era la presidenta del grupo parlamentario.
El 6 de julio de 2021 Mora decide salirse del grupo parlamentario, cuyo nombre cambia a Unidas Podemos, y pasar a formar parte de grupo de no adscritos con sus compañeros expulsados, así como causar baja en Podemos por, según sus manifestaciones, haberse alejado totalmente de los principios que se defendieron en su constitución, el abandono de una visión plurinacional del Estado, el programa electoral y las numerosas contradicciones en las que estaban entrando por su coalición en el Gobierno del Estado con el Partido Socialista.
En 2022, tras ganar las primarias internas del partido Adelante Andalucía, Maribel Mora se presentó a las elecciones al Parlamento de Andalucía como cabeza de lista de su formación por Sevilla. En dichas elecciones del 19 de junio de 2022 la formación andalucista consiguió dos escaños, Teresa Rodríguez por la provincia de Cádiz y Maribel Mora que actualmente es la presidenta del grupo parlamentario Mixto-Adelante Andalucía, donde continúa con su labor de defensa de los derechos civiles y derechos fundamentales de las minorías invisibilizadas.